# IC 2647
IC 2647 ist ein Stern im Sternbild Leo auf der Ekliptik, den der Astronom Max Wolf am 27. März 1906 fälschlich als IC-Objekt beschrieb.